# Nemesis atlantica
Espèce
Nemesis atlantica est une espèce de crustacés copépodes de la famille des Eudactylinidae et qui se rencontre notamment sur le corps des requins.